# ノーフォーク仕様
ノーフォーク仕様（ノーフォークしよう）は、衣服の機能で背中両サイドに入っている切れ込みの事を言う。腕の上げ下げを楽にする機能がある。
主に作業着や鉄道員の背広、プロ・アマ野球審判員の審判ブレザーに見られる。